# Notre-Dame-de-Londres
Notre-Dame-de-Londres är en kommun i departementet Hérault i regionen Occitanien i södra Frankrike. Kommunen ligger i kantonen Saint-Martin-de-Londres som tillhör arrondissementet Lodève. År 2022 hade Notre-Dame-de-Londres 523 invånare.

## Befolkningsutveckling
Antalet invånare i kommunen Notre-Dame-de-Londres
Referens:INSEE